# Iradam
Iradam – seria 3 prototypów polskich samochodów osobowych konstrukcji inż. Adama Glücka-Głochowskiego z lat 1924-1927.
Inż. Glück-Głochowski zbudował 3 prototypy mikrosamochodów własnej oryginalnej konstrukcji. Nazwa Iradam pochodziła z połączenia imienia żony konstruktora Ireny i jego imienia - Adam. Oryginalność tych pojazdów polegała na tym, że były to samochody 3-osobowe o napędzie tylnym. Moc silnika przekazywana była na koła przy pomocy giętkich wałków pomysłu Glücka-Głochowskiego za pośrednictwem hydraulicznej skrzynki biegów. W każdym z 3 prototypów znalazł się inny silnik z importu, umieszczany z tyłu. Zastosowane silniki to dwucylindrowy "Total" o pojemności 500 cm³, jednocylindrowy JAP o pojemności 600 cm³ oraz dwucylindrowy JAP o pojemności 980 cm³ w układzie boxer. Prototypy wykonano przy udziale Huty Ludwików w Kielcach. 
Planowana była też budowa nadwozia w wersji 4-osobowej. Samochód pomimo konstrukcji wyprzedzającej ówczesne rozwiązania (m.in. silnik z wtryskiem paliwa) nie wszedł do produkcji seryjnej.